# Гай Септимий Вегет
Гай Септимий Вегет (на латински: Gaius Septimius Vegetus) е римски конник и префект на римската провинция Египет по времето на римския император Домициан.
Произлиза от фамилията Септимии, клон Вегет. През 85 – 88 г. той е управител на Египет (praefectus Aegypti) след Луций Юлий Урс. През 89 г. го последва Марк Метий Руф.